# Jimmy Briand
Jimmy Briand, född 2 augusti 1985 i Vitry-sur-Seine, är en fransk fotbollsspelare. Han har även spelat för det franska landslaget. 

## Karriär
Briand började sin karriär som anfallare men spelar numera som yttermittfältare. 2000 blev han utvald att gå med i den berömda Clairefontaine-akademin, en fotbollsskola som fostrat bl.a. Thierry Henry, Nicolas Anelka och William Gallas. Efter sin tid där blev han inskriven i Rennes ungdomsakademi. Året därpå tog han steget upp till seniorerna. Säsongen 2005-06 kvalificerade han sig för startelvan. Den 14 juni 2010, efter nio år i klubben, värvades han av Lyon för €6 miljoner och skrev på ett fyraårskontrakt med klubben.
I augusti 2018 värvades Briand av Bordeaux, där han skrev på ett tvåårskontrakt. Den 6 februari 2020 förlängde Briand sitt kontrakt fram till 2022.